# Leonardo da Vinci-Di Blasi
Leonardo da Vinci-Di Blasi è la trentunesima unità di primo livello di Palermo.
È situata nella zona centro-occidentale della città; fa parte della V Circoscrizione.